# Васильевский городской совет
Васильевский городской совет (укр. Василівська міська рада) — входит в состав
Васильевского района
Запорожской области
Украины.
Административный центр городского совета находится в 
г. Васильевка.

## Населённые пункты совета
- г. Васильевка